# کریستین تاکاچ
کریستین تاکاچ (به انگلیسی: Krisztián Takács) (زادهٔ ۳۰ دسامبر ۱۹۸۵) شناگر اهل مجارستان است.